# Aegus planeti
Aegus Planeti là một loài bọ cánh cứng trong họ Lucanidae. Loài này được JAkowlew mô tả khoa học năm 1900.